# وزیر (شطرنج)

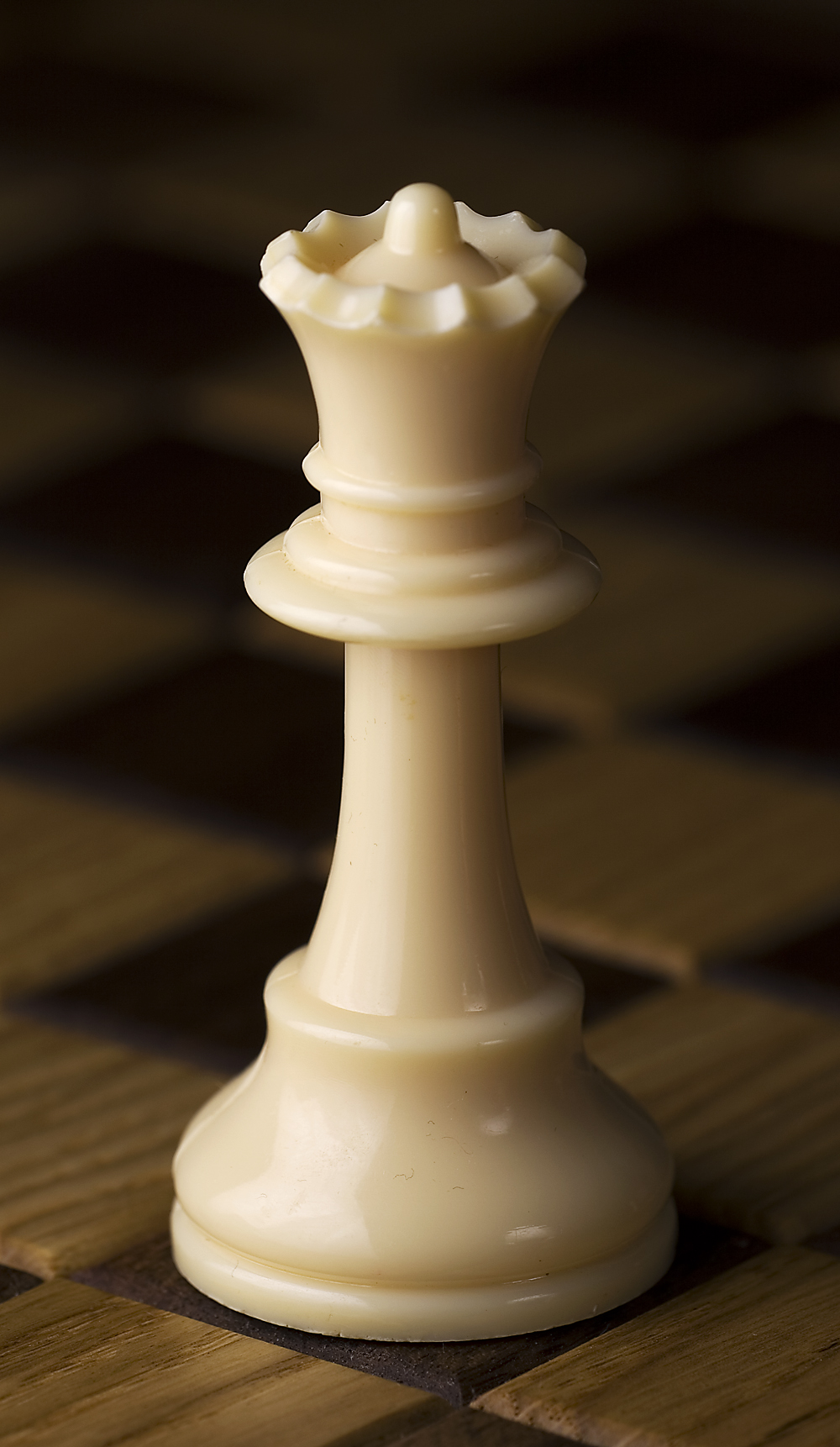
یک وزیر شطرنج با رنگ سفید

وزیر در شطرنج قوی‌ترین مهرهٔ بازی است که ترکیبی از حرکت رخ و فیل را با هم انجام می‌دهد (عمودی، افقی و ضربدری). هر یک از بازیکنان یک وزیر دارند و جای آن در صفحهٔ بازی در کنار شاه در خانهٔ همرنگ خود (خانهٔ d1 برای وزیر سفید و خانهٔ d8 برای وزیر سیاه) است. از آن‌جا که وزیر قدرتمندترین سوار بازی است وقتی پیاده‌ای با رسیدن به خانهٔ آخر ترفیع می‌یابد معمولاً تبدیل به وزیر می‌شود. نام این حرکت، ترفیع یا ارتقا است. رخ و وزیر به سوارهای سنگین معروف هستند.
آوردن وزیر داخل بازی حرکت محسوب نمی‌شود
در شیوه‌های تاریخی شطرنج که در هند و ایران ابداع شده و تمرین می‌شد، وزیر یک مهرهٔ ضعیف بود که فقط می‌توانست یک خانه به‌طور ضربدری حرکت کند. شیوهٔ امروزین حرکت شطرنج از اواخر سدهٔ پانزدهم میلادی در اروپا و در پی مجموعه تغییراتی در قوانین شطرنج به منظور بالابردن سرعت بازی و اهمیت‌بخشی به مقام وزیر ابداع شد.

## نام
نام این مهره در چاتورانگا شیوهٔ ابتدایی بازی شطرنج که در هند ابداع شده بود، مانتری واژه‌ای با ریشهٔ سانسکریت به معنی وزیر بود. در شطرنج ایرانی نام مهره به فرزین (پارسی میانه: frazēn به معنی وزیر) ترجمه شد. با ورود شطرنج به اروپا ابتدا از صورت کوتاه‌شدهٔ فرزین یعنی فرز یا فرس استفاده می‌شد، اما رفته‌رفته جنسیت مهره تغییر کرده و نام آن به واژه‌هایی با معنی بانو یا ملکه تبدیل شد. دلایل مختلفی برای تغییر نام این مهره ذکر شده‌است. به‌گفتهٔ هنری دیویدسون (تاریخ مختصر شطرنج، ۱۹۴۹) این تغییر به هم‌آوایی تلفظ فرانسوی این واژه (فیِرز - fierge) با واژهٔ باکره (ویرز - vierge) مربوط می‌شد. در جامعهٔ مسیحی کاتولیک اروپا طبیعی بود که این نام را با مریم ارتباط داده و از بانو یا ملکه که لقب‌های مریم است استفاده کنند. ابتدا در بیشتر زبان‌های اروپایی آن را بانو نامیدند اما با توجه به محل قرار گرفتن این مهره در کنار شاه نام ملکه برای آن طبیعی‌تر به‌نظر می‌رسید. امروزه این مهره در فرانسوی (dame)، آلمانی (Dame) و ایتالیایی (Donna) «بانو» و در انگلیسی (Queen) و بیشتر زبان‌های دیگر «ملکه» نامیده می‌شود. اما نام روسی واژه هنوز به شکل فِرز (Ферзь) باقی مانده‌است.

## ارزش نسبی
ارزش نسبی وزیر معمولاً کمی بیشتر از یک رخ و یک فیل و کمی کمتر از دو رخ برآورد می‌شود. با این که یک وزیر در مجموع به اندازه یک فیل و یک رخ توان مانور دارد ولی ارزش آن کمی بیشتر است. در این مورد دو دلیل ذکر شده؛ اول این که تمامی قدرت وزیر را با یک حرکت می‌توان منتقل کرد ولی برای انتقال یک رخ و یک فیل به دو حرکت نیاز است و دوم این‌که وزیر نقطهٔ ضعف فیل در مورد عدم دسترسی به خانه‌های ناهمرنگ خود را ندارد. نقطهٔ قوت ترکیب فیل و رخ نسبت به وزیر هم این است که می‌توان با آن‌ها به‌طور دوگانه حمله یا دفاع کرد، هرچند در عمل این عامل نسبت به نقطه قوت‌های وزیر اهمیت کمتری دارد.
قدرت وزیر در هنگامی که بازی باز می‌شود، در هنگامی که شاه حریف به‌خوبی محافظت نشده و در هنگامی که حریف مهره‌های خود را بی‌دفاع گذاشته، افزایش می‌یابد.
ارزش پیاده ۱
ارزش اسب و فیل ۳
ارزش رخ ۵
ارزش وزیر ۹
ارزش شاه بی نهایت